# Bahía de Kalamita
Bahía de Kalamita (en ruso: Каламитский залив, en ucraniano: Каламітська затока, en tártaro de Crimea: Kalamita körfezi, Каламита корьфези), es una bahía en el mar Negro situada en la costa oeste de la península de Crimea.